# Якшич-Стоянович, Анджела
Анджела Якшич-Стоянович (черног. Anđela Jakšić-Stojanović) — черногорский политический и государственный деятель. Член президиума движения «Европа сейчас!». Министр просвещения, науки и инноваций Черногории с 31 октября 2023 года. Депутат Скупщины Черногории. Ассоциированный профессор (доцент) в области маркетинга и менеджмента (2015).

## Биография
В Никшиче окончила начальную школу «Лука Симонович» и гимназию «Стоян Церович» по естественно-математическому направлению обучения. За успехи в учёбе награждена дипломом «Лучина». Окончила филологический факультет государственного Университета Черногории, училась на кафедре английского языка и литературы и кафедре французского языка и литературы. Во время учёбы получала стипендию от муниципалитета Никшича и бокситового рудника. Окончила магистратуру экономического факультета Университета Черногории, получила степень магистра по специальности «Менеджмент в образовании». Окончила докторантуру на факультете туризма частного Средиземноморского университета в Подгорице по программе «Менеджмент в туризме». Окончила постдокторантуру на экономическом факультете Сплитского университета в Хорватии.
С 2008 по 2011 год работала директором и менеджером по маркетингу в компании Montecco, которая занимается дистрибуцией алкогольных и безалкогольных напитков на рынке Черногории, а также преподавателем в средней Школе экономики и гостиничного бизнеса в Никшиче. С 2011 по 2020 год работала в частном Средиземноморском университете в Подгорице на должностях советника по международному сотрудничеству и маркетингу (2011—2012), административного директора и заместителя исполнительного директора (2012—2016), проректора по международному сотрудничеству и декана факультета визуальных искусств (2016—2019). В 2015 году избрана ассоциированным профессором (доцентом) в области маркетинга и менеджмента. С 2020 года работает в частном Университете Донья-Горицы в Подгорице. Являлась деканом факультета культуры и туризма и директором учебной программы «Международный гостиничный менеджмент — Vatel».
Была членом рабочей группы «Наука и исследования» по вступлению Черногории в Европейский союз. В 2017—2021 годах была членом Национального совет по научным исследованиям. С 2018 года является экспертом для проведения аккредитационной экспертизы образовательных программ высшего образования.
В 2018 году совершила поездку в Китай и координировала двусторонний семинар «Менеджмент высшего образования в Черногории в 2018 году», организованный правительствами КНР и Черногории.
Член президиума движения «Европа сейчас!». По результатам досрочных парламентских выборах 11 июня 2023 года избрана депутатом скупщины Черногории.
31 октября 2023 года назначена министром просвещения, науки и инноваций Черногории в правительстве под председательством Милойко Спаича. Сменила министра образования Миомира Войновича.
Является автором и соавтором ряда научных монографий, книг, энциклопедий и научных статей.